# إدي كورتيس
إدي كورتيس (بالإنجليزية: Eddie Curtis)‏ هو ملحن وكاتب أغاني أمريكي، ولد في 17 يوليو 1927، وتوفي في 22 أغسطس 1983.

## وصلات خارجية
- إدي كورتيس على موقع ميوزك برينز (الإنجليزية)
- إدي كورتيس على موقع ديسكوغز (الإنجليزية)